# Đào Trí
Đào Trí (chữ Hán: 陶致; ) (1798? - ?), tự là Trung Hòa.
Là một võ quan cao cấp của nhà Nguyễn trong lịch sử Việt Nam.
Chức Vụ Cuối Đời Và Được Truy Tôn Bình Tây Sơn Bắc Quân Thứ Thống Đốc Tiễu Bộ Quân Vụ Đại Thần.

## Thân thế
Tiên tổ Đào Trí là người Thanh Hóa, sau chuyển vào ở huyện Đồng Xuân, tỉnh Phú Yên.

## Sự nghiệp
Tuy là con nhà nghèo, nhưng Đào Trí rất hiếu học và ham đọc sách. Năm Minh Mạng thứ 5 (1824), theo lệ làng, ông ra đầu quân rồi thăng mãi đến Chánh đội trưởng suất đội.
Năm Canh Tý (1840), Đào Trí được điều động sang Trấn Tây thành (tức Chân Lạp). Nhờ trấn áp được cuộc nổi dậy của người Chân Lạp ở Sa Tôn, nên ông được bổ chức Phó quản cơ sung Hiệp quản vệ Tả Thủy ở Vĩnh Long.
Năm Thiệu Trị thứ nhất (1841), Đào Trí được thăng làm Phó vệ úy vệ Tiền doanh Hùng Nhuệ.
Năm Đinh Mùi (1847), ông lãnh việc đi phòng giữ biển Đà Nẵng, xây đắp đồn bảo. Một lần dự trận đánh ở Trà Sơn, không làm tròn nhiệm vụ, ông bị cách chức nhưng cho lưu lại, rồi đổi về làm Phó vệ úy vệ nhị Hậu doanh quân Vũ Lâm.
Năm Tự Đức thứ nhất (1848), chuyển Đào Trí vào Nam Kỳ làm Lãnh binh Biên Hòa, rồi Định Tường. 
Năm Giáp Dần (1854), ông được bổ làm Đô chỉ huy sứ vệ Cẩm Y, rồi đổi làm Tham biện quân vụ tỉnh Quảng Ngãi. Đến khi nạn Thạch Bích tạm lắng yên, ông được triệu về Kinh đô Huế làm Thự chưởng vệ, giữ quyền Hữu dực doanh Vũ Lâm.
Năm Ất Mão (1855), trước khi đại thần Tạ Quang Cự về hưu đã tiến cử Đào Trí với nhà vua, nhờ vậy ông được tin cậy.
Tháng 8 năm Bính Thìn (1856), tàu chiến Pháp đến sinh sự ở vũng Sơn Trà thuộc cửa Hàn (Quảng Nam, nay thuộc thành phố Đà Nẵng), vua Tự Đức sai Đào Trí, Hường lô tự khanh Nguyễn Duy Hiệp, Tổng đốc Quảng Nam Trần Tri cùng lo việc chống giữ.
Ngày 1 tháng 9 năm 1858 (Mậu Ngọ), tàu chiến Pháp gồm 12 chiếc vào cửa Hàn, bắn phá các bảo đài. Việc ấy tâu lên, nhà vua liền sai Đào Trí cùng với Tổng đốc Nam Nghĩa (Quảng Nam và Quảng Ngãi) Trần Hoằng ra sức chống cự. Sau vì để đồn An Hải và đồn Điện Hải bị vây rồi thất thủ, Trần Hoằng bị cách, Đào Trí lên nắm quyền Tổng đốc.
Tháng 10 (âm lịch) năm ấy, ở sông Hàn, nhờ khéo cho quân mai phục, ông và Tán tương Nguyễn Duy đã đánh lui được quân Pháp. 
Năm Nhâm Tuất (1862), Đào Trí được sung chức Kinh lý đại thần, đốc biện việc lương quân và khí giới từ Quảng Nam đến Bình Thuận. Nhưng chẳng bao lâu sau thì ông phải ra Bắc Kỳ nhậm chức Thống chế tham tán quân thứ Hải Yên, để hiệp cùng các tướng lĩnh khác đi đánh dẹp cuộc nổi dậy của Tạ Văn Phụng.
Tiếp đó, Đào Trí cùng với Trương Quốc Dụng và Phan Tham Tĩnh dẫn quân qua lấy lại được phủ Bình Giang và giải vây cho thành tỉnh Hải Dương vào tháng 7 (âm lịch) năm ấy. Sang tháng sau, viên chỉ huy quân Cổ phỉ Tàu là Lý Hiệp Thắng kéo lực lượng đến vây thành tỉnh Cao Bằng. Đào Trí cùng với tướng Trương Quốc Dụng dẫn quân Hải Dương qua giải vây được.
Nhờ hai chiến công này, Đào Trí được thăng hàm Đô thống lĩnh chức Tổng đốc Định Yên. Ông dâng sớ đại ý nói rằng: 
"Lệ thi Hương thường dùng các viên phủ, huyện sung làm sơ phúc thảo, nay đem viên giáo thụ sung vào phúc khảo, viên huấn đạo và cử nhân sung vào sơ khảo (tức giao việc này lại cho ngành giáo địa phương), để dân trong hạt không phải phiền vì việc đón tiễn".
Lời tâu được nhà vua khen là phải.
Gặp khi Nam Định giá gạo đắt, dân thiếu ăn, Đào Trí cùng Bố chính Nguyễn Huy Kỷ và Án sát Lê Tuấn quyên tiền giúp việc chẩn cấp được 1.400 lạng bạc, 90.500 quan tiền và 2.200 hộc lúa. Bên cạnh đó, ông còn sai dựng kho xã thương được 94.100 hộc lúa cùng 1.800 quan tiền; và đôn đốc dân đắp đê, khai khẩn ruộng được hơn 17.000 mẫu, được nhiều người khen là biết làm lợi cho dân.
Năm Bính Dần (1866), đến kỳ xét công lao, Đào Trí được thăng Tả quân Đô thống phủ Chưởng phủ sự, nhưng vẫn lĩnh chức như cũ. Sau, nhà vua thấy Hà Nội là nơi trọng yếu nên đổi ông đến Hà Ninh (Hà Nội & Ninh Bình), kiêm sung thống đốc việc phòng giữ ven biển của ba tỉnh là Nam Định, Hải Dương, Quảng Yên. Ngoài ra, ông còn đảm việc huấn luyện biền binh, sửa sang đồn lũy.
Năm Mậu Thìn (1868), một nhóm tú tài ở Nam Định do Lê Đường dẫn đầu đi đốt phá nhà thờ và nhà dân theo đạo Thiên Chúa ở hai xã là Trình Xuyên và Ngọc Thành. Nhà vua cho rằng Đào Trí trước đây làm Tổng đốc Định Yên, được dân tin phục nên sai ông đến đó để giải quyết việc cho êm thắm. Xong việc, Đào Trí về lại Hà Nội rồi nhận lệnh dẫn quân mạnh đi tuần hành ở các hạt Nam Định, Hải Dương và Bắc Ninh.
Cũng trong năm này, lấy cớ già yếu (70 tuổi), Đào Trí dâng sớ cáo quan. Vua Tự Đức cho rằng ông tuy già nhưng vẫn làm được việc nên không cho. Biết Đào Trí khi ở Nam Định, đã vì dân làm nhiều việc tốt, nhà vua thưởng cho ông một kim bài có chữ "vị đức, vị dân" và sai sử quán soạn văn bia để giao cho tỉnh trên khắc vào đá, nhưng ông từ chối.
Bấy giờ quân Ngô Côn (một trong số tàn dư của lực lượng chống Thanh có tên là Thái Bình Thiên Quốc nhưng đã biến chất) đang nổi lên đánh phá ở đất Bắc, nên nhà vua lại bổ Đào Trí làm Sơn Bắc quân thứ Thống đốc tiễu bộ quân vụ Đại thần. Và để thống nhất việc quân, nhà vua cho hợp tất cả các đạo quân đang đóng ở Sơn Hưng Tuyên (Sơn Tây, Hưng Hóa, Tuyên Quang), rồi giao ông được toàn quyền điều động.
Sau đó, ở trận đồn Man Hạ, ông chỉ huy quân đánh thua, phải giáng làm Đô thống. Rồi vì suốt nửa tháng không phái quân đi đánh, ông lại bị giáng xuống Thống chế, sung việc đốc vận.
Năm Kỷ Tỵ (1869), Đề đốc Phùng Tử Tài vâng chỉ dụ vua nhà Thanh sang giúp quân triều tiễu trừ quân Ngô Côn. Năm sau (1870), khi Phùng Tử Tài dẫn quân đến thành Tuyên Quang, mà lương thực cùng đạn dược không được chuyển vận kịp thời. Khâm sai Võ Trọng Bình đem việc ấy tâu lên, Đào Trí bị nhà vua sai tước hết chức hàm, nhưng cho lấy công chuộc tội.
Không lâu sau, Đào Trí được khai phục chức Lãnh binh. Tháng 7 (âm lịch) năm ấy, vì quá già yếu ông lại xin nghỉ. Lần này, Đào Trí được nhà vua chuẩn y, và cho khai phục chức Chưởng vệ, tức chức quan gần như trở lại từ đầu.
Đào Trí mất ở tuổi ngoài 80.

## Ghi nhận công lao
Trong bộ sách Đại Nam chính biên liệt truyện do Tổng tài Cao Xuân Dục chủ trì việc biên soạn có lời khen ngợi Đào Trí như sau:
Đào Trí tính nhanh nhẹn, thẳng thắn, thích văn chương. Tuy xuất thân về hàng ngũ, nhưng thường đón thầy dạy học. Đào Trí thích đọc Vũ kinh, học qua kinh sử. Phương Đình Nguyễn Văn Siêu thường khen Đào Trí tuy bề ngoài thì võ, mà bề trong thì văn. Đào Trí ở ngoài Bắc gần 18 năm, khi đốc suất việc tỉnh, thì chính sự được chỉnh đốn, khi thống quản việc quân thì thao lược thông thạo. Võ thần như thế, thực là ít có.
Ở Quận 7, Thành phố Hồ Chí Minh hiện có con đường mang tên ông.

## Sách tham khảo chính
- Quốc sử quán triều Nguyễn, Đại Nam chính biên liệt truyện. Nhà xuất bản Văn học, 2004.
- Quốc sử quán triều Nguyễn, Quốc triều chính biên toát yếu. Nhà xuất bản Văn học, 2002.